# Мультимодальний розподіл

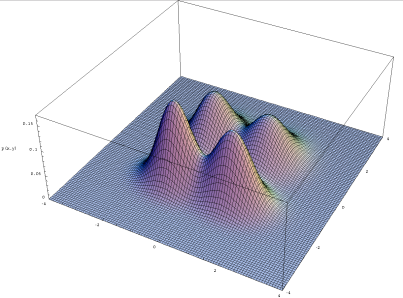
Малюнок 1. Двоваріантний мультимодальний розподіл

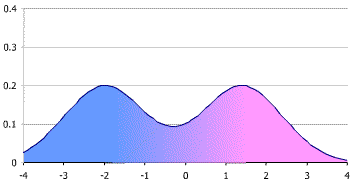
Малюнок 2. Простий бімодальний розподіл

У статистиці мультимодальний розподіл — це розподіл імовірностей з більш ніж одним режимом. Вони виглядають як окремі піки (локальні максимуми) у функції щільності ймовірності, як показано на малюнку 1. Категоричні, неперервні та дискретні дані можуть формувати мультимодальні розподіли.

## Класифікація Галтунга
Галтунг представив систему класифікації (AJUS) для розподілу:
- A: унімодальний розподіл — пік посередині
- J: унімодальний — пік на обох кінцях
- U: бімодальний — піки на обох кінцях
- S: бімодальний або мультимодальний — кілька піків

Ця класифікація була дещо змінена:
- J: (змінено) — пік праворуч
- L: унімодальний — пік ліворуч
- F: без піка (плоский)

За цією класифікацією бімодальні розподіли класифікуються як тип S або U.

## Явища в природі
Приклади змінних із бімодальним розподілом включають час між виверженнями певних гейзерів, колір галактик, розмір робочих мурашок-ткачів, вік захворюваності на лімфому Ходжкіна, швидкість інактивації препарату ізоніазид у дорослих у США, абсолютну величину нових і моделі циркадної активності тих сутінкових тварин, які активні як у ранкові, так і в вечірні сутінки. У науці про рибальство мультимодальні розподіли довжини відображають різні класи року і, таким чином, можуть використовуватися для оцінки розподілу за віком і зростання популяції риб. Відкладення зазвичай розподіляються бімодально. При відборі проб у гірничих виробках, що перетинають як вміщуючу породу, так і мінералізовані жили, розподіл геохімічних змінних буде бімодальним. Бімодальний розподіл також можна побачити в аналізі трафіку, коли пік трафіку припадає на ранкову годину пік, а потім знову на вечірню годину пік. Це явище також спостерігається в щоденному розподілі води, оскільки попит на воду у вигляді душу, приготування їжі та використання туалету зазвичай досягає максимуму вранці та ввечері.

## Інтернет-ресурси
- Optymalizacja jednowymiarowa (metody eliminacji)